# Subbotnik

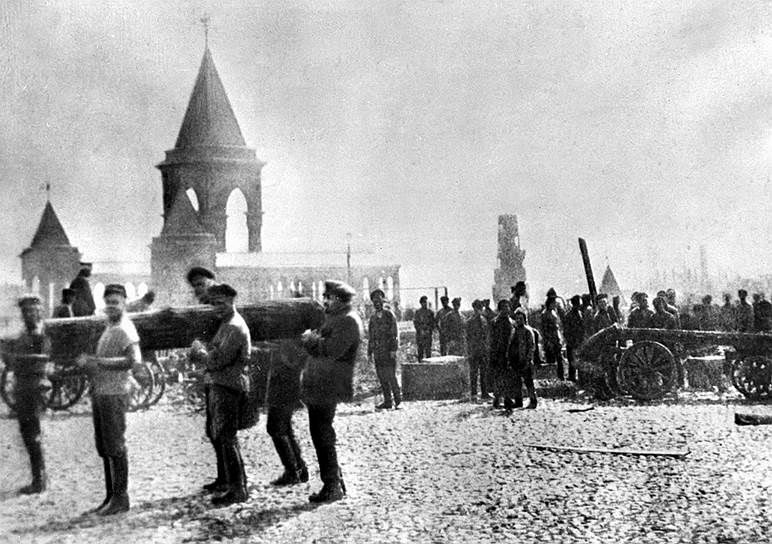
V. I. Lenin al sabato comunista nel Cremlino. Mosca, maggio 1920

Il Subbotnik o sabato comunista (in russo субботник?) era, nell'URSS, un giorno di lavoro volontario non pagato, generalmente un sabato, istituito a seguito della rivoluzione d'ottobre.
L'usanza è rimasta ancora viva in Russia e in altre ex Repubbliche sovietiche, per esempio per quanto riguarda la raccolta di rifiuti, la raccolta di materiali riciclabili, le riparazioni di beni pubblici e altri servizi per la comunità.

## Storia
Il primo sabato comunista venne organizzato il 12 aprile 1919 in un deposito ferroviario della linea Mosca - Kazan'.
I sabati comunisti vennero promossi anche nei paesi del blocco comunista, in particolare nella Germania dell'Est e in Cecoslovacchia, dove presero il nome di Akce Z.